# Grotte Bleue
La grotte Bleue, nom international pour les barrencs de Fournès, est une grotte française située sur la commune de Fournes-Cabardès dans le département de l'Aude en Languedoc, région Occitanie.
Site de référence pour l'aragonite bleue, elle est citée comme l'une des dix grottes minéralogiques les plus remarquables au monde pour ses concrétions.
C'est aussi un site archéologique : la grotte est une ancienne mine gauloise puis gallo-romaine de cuivre et de galène argentifère (PbS:Ag).

## Toponymie
Son nom local est barrenc de Fournès, mais elle est internationalement connue comme la grotte Bleue.

## Situation
La grotte se trouve dans la pointe sud de la commune de Fournes-Cabardès, près de la commune de Lastours, dominant la vallée de l'Orbiel.
Elle est située dans le district minier de Salsigne – la mine d'or de Salsigne, dernière mine d'or à fermer en France en 2004, est à 2 km à l'ouest.

## Description
Son dénivelé est de plus de 100 m ; elle suit le tracé d’un filon hydrothermal entièrement vidé depuis un orifice de nos jours indétectable en surface.
Elle est accessible par une galerie inférieure.
La mine (avec les châteaux de Lastours) est classée au titre des sites naturels depuis 2010.

## Les concrétions d'aragonite bleue
Site de référence pour l'aragonite bleue dont elle contient des formes uniques, elle est citée par Hill et Forti (1997) comme l'une des dix grottes les plus remarquables au monde pour ses concrétions. Celles-ci sont généralement constituées d'aragonite colorée en bleu par les ions cuivriques (Cu2+), sauf quelques-unes faites de calcite elle aussi teintée en bleu-vert. Les spéléothèmes les plus remarquables incluent des hélictites à tige d’encrines ou en chapelet de boules, de très grosses coulées  bleues, des coralloïdes bleu vif dont certaines à « tête » fendue en 2, 3 ou 4 parties égales, un disque bleu avec des trous émissaires, et un gour bleu actif.

## Site archéologique
La grotte est également un site archéologique, ancienne mine gallo-romaine de cuivre et de galène argentifère (PbS:Ag) ; il semblait d'abord que son exploitation la plus intense remontait à la fin du IIe et Ier siècle av. J.-C., mais les études les plus récentes montrent qu'elle a été fortement exploitée au IVe ou IIIe siècle av. J.-C. (second âge du Fer).

## Protection
La grotte est fermée au public depuis 1974 et classée comme site naturel depuis 2010.
Elle fait partie de l'« ensemble de grottes à concrétions du Sud de la France », comptant 18 sites et 24 cavités, qui a été candidat en 2006 pour le label du Patrimoine mondial. À cet effet s'était créée en décembre 2006 l'association de Gestion des Cavités Françaises proposées au Patrimoine Mondial de l’UNESCO. Lorsque le projet est retiré, l’Association de Valorisation des Cavités Françaises à Concrétions est créée pour prendre le relais de la précédente association en en adaptant les statuts.